# La cuarta de A. Polo
La cuarta de A. Polo es una revista musical en dos actos, compuesta por el maestro Manuel Parada y textos de Carlos Llopis. Se estrenó en el Teatro Lope de Vega de Madrid el 31 de mayo de 1952. El título alude, en un juego de palabras, a lo que se conoció como La cuarta de Apolo, en referencia a la cuarta sesión del Teatro Apolo de Madrid.

## Argumento
Arturo Polo, es un joven acomodado y origen aristocrático que, aburrido de su vida, decide incorporarse a la Legión extranjera. Sus correrías sin embargo tendrán escaso recorrido. En el Norte de África es hecho prisionero por una reina mora que le obliga a contraer matrimonio con sus tres hijas. Finalmente, Arturo consigue escaparse y, en Francia, se casa con su novia Leonor. Pero tras la celebración de la boda, aparecen de improviso sus otras tres esposas.

## Representaciones
- Teatro (Estreno, 1952): Intérpretes - Adrián Ortega, Maruja Boldoba, Alfonso Godá, Fina Gessa y Paquito Cano.
- Televisión: En el espacio La comedia musical española, 19 de noviembre de 1985: Intérpretes - Pedro Civera, Massiel, María Barranco, Luis Varela, Queta Claver, Francisco Camoiras, Pastor Serrador.